# Пемпиці (Опольське воєводство)
Пемпиці (пол. Pępice, нім. Pampitz) — село в Польщі, у гміні Скарбімеж Бжезького повіту Опольського воєводства.
Населення — 406 осіб (2011).

## Демографія
Демографічна структура станом на 31 березня 2011 року:
|          | Загалом | Допрацездатний вік | Працездатний вік | Постпрацездатний вік |
| -------- | ------- | ------------------ | ---------------- | -------------------- |
| Чоловіки | 234     | 34                 | 174              | 26                   |
| Жінки    | 172     | 25                 | 105              | 42                   |
| Разом    | 406     | 59                 | 279              | 68                   |